# エントリー!
「エントリー!」は、Sea☆Aの4作目、グループ最後のシングル。2012年11月14日にLantisから発売された。

## 概要
前作「Friendship Birthday 〜あらしのよるに〜」から半年ぶりのリリースとなる2012年2作目のシングル。表題曲はテレビ東京系アニメ「カードファイト!! ヴァンガード アジアサーキット編」エンディングテーマ。Special Limited Editionと題した初回限定盤のみ本作のCMを収録したDVD付き。

## 収録曲

### CD
1. エントリー!
作詞：こだまさおり、作曲・編曲：Team.ねこかん【猫】
2. WAY TO VICTORY
作詞：Geila Zilkha、作曲・編曲：COZZi
3. エントリー! (inst.)
4. WAY TO VICTORY (inst.)

### DVD（初回限定盤のみ）
1. エントリー!（Music Clip）
2. エントリー! SPOT（15sec.）
3. エントリー! SPOT（30sec.）